# Goldman Sachs
The Goldman Sachs Group, Inc., numită adesea doar Goldman Sachs (NYSE: GS), este una dintre cele mai mari companii de holding bancar din lume, care desfășoară activități de investiţii bancare, securities și management de investiţii. Goldman Sachs a fost fondată în 1869, având actualmente sediul mondial în zona Lower Manhattan din New York City, la adresa 85 Broad Street. Goldman Sachs are oficii și sucursale în toate centrele financiare importante ale lumii.
Firma acționează ca una de consultanță în domeniul financiar (financial advisor) sau de gospodărire a valorilor pentru diferite corporații sau companii, guverne și familii bogate din jurul lumii. Goldman Sachs oferă de asemenea consultanță în cazul fuziunilor și achizițiilor de companii, gestiunea proprietăților, angajând de asemenea acțiuni în proprietary trading și private equity. Firma este un primary dealer în tranzacțiile Trezoreriei Statelor Unite pe piața securities market.
În iulie 2010, Goldman Sachs a convenit să plătească 550 milioane de dolari autorităților din SUA pentru a închide dosarul civil privind dezinformarea clienților în privința unor instrumente financiare bazate pe credite ipotecare subprime.
În 2012, Goldman Sachs a ieșit pe locul 1 în topul Vault al celor mai prestigioase bănci de investiții din lume.